# Наследница по прямой
«Насле́дница по прямо́й» — советский фильм 1982 года режиссёра Сергея Соловьёва.
Фильм завершает трилогию Сергея Соловьёва, начатую лентами «Сто дней после детства» и «Спасатель».
В фильме использован подлинный текст письма А. С. Пушкина к неизвестной (июль 1823 года, Одесса).

## Сюжет
Тринадцатилетняя одесситка Женя страстно увлечена поэзией Пушкина. Его образ направляет её жизнь. Проведя исследование своей родословной, Женя убеждается в том, что является его прямой наследницей.
Романтичная внутренняя жизнь девочки не находит поддержки и понимания у окружающих.
К отцу Жени приезжает из Москвы друг детства с сыном Володей. Женя, влюблённая в 18-летнего юношу, надеется на его понимание, но первая любовь оборачивается разочарованием.

## В ролях
- Таня Ковшова — Женя
- Татьяна Друбич — Валерия
- Игорь Нефёдов — Володя
- Андрей Юрицин — Ганя
- Александр Збруев — Влад
- Герман Шорр — Котя
- Геннадий Корольков — отец Володи
- Александр Пороховщиков — отец Жени
- Анна Сидоркина — мать Жени
- Сергей Плотников — дед Гани
- Сергей Шакуров — А. С. Пушкин

## Оценки фильма
Многие критики отмечали, что фильм является частью трилогии, и своеобразным продолжением творческих поисков фильмов «Сто дней после детства» и «Спасатель». По мнению одного из критиков, трилогия «пронизана общей темой влияния прекрасного на юношество, одухотворенная заботой о духовности».
Кинокритик Р. Н. Юренев в своей рецензии написал, что «мысли о воспитании духовности и о сложностях постижения прекрасного в „Наследнице …“ развиты, продолжены», но «если раньше речь шла о воспитании духовности, теперь речь пойдет об отсутствии такого воспитания».
Киновед И. М. Шилова в своей рецензии указала:

Не тему предательства обсуждает автор фильма. Развивая свою тему — человек перед лицом жизни, человек перед лицом великой культуры, человек перед самим собой, — тему последовательно исследуемую в фильмах «Сто дней после детства» и «Спасатель», — С. Соловьёв в новой работе более всего ироничен к им же самим ранее данным ответам. Время вносит свои поправки в простые
и ясные отношения, художник не только ощущает их, но и предлагает в своей трилогии кардиограмму нравственных перемен, происходящих изменений.